# Alon Day
Alon Day (ur. 4 listopada 1991 w Aszdod) – izraelski kierowca wyścigowy.

## Kariera
Day rozpoczął karierę w wyścigach samochodowych w roku 2007, od startów w Węgierskich Mistrzostwach E-2000. Z dorobkiem 8 punktów uplasował się tam na 18 pozycji. W późniejszych latach startował także w Azjatyckiej Formule Renault Challenge, Pacyficznej Formule BMW, ATS Formel 3 Cup, Austriackiej Formule 3, Formule 3 Euro Series, Firestone Indy Lights, Blancpain Endurance Series oraz w FIA GT Series. W Formule 3 Euro Series pojawił się w 2011 roku z ekipą HS Engineering. Jego starty nie były jednak zaliczane do klasyfikacji. W amerykańskiej serii wyścigowej Firestone Indy Lights w 2012 roku uzbierał łącznie 147 punktów. Dało mu to 12. miejsce w klasyfikacji generalnej.

## Statystyki
| Sezon | Seria                                    | Zespół                                            | Wyścigi | Zwycięstwa | PP | NO | Podium | Punkty | Pozycja |
| ----- | ---------------------------------------- | ------------------------------------------------- | ------- | ---------- | -- | -- | ------ | ------ | ------- |
| 2007  | Węgierskie Mistrzostwa E-2000            |                                                   |         |            |    |    |        | 8      | 18      |
| 2008  | Azjatycka Formuła Renault Challenge      | Asia Racing Team                                  | 2       | 0          | 0  | 1  | 0      | 0      | NS†     |
| 2008  | Pacyficzna Formuła BMW                   | Asia Racing Team                                  | 1       | 0          | 0  | 0  | 0      | 0      | NS†     |
| 2008  | Węgierskie Mistrzostwa E-2000            |                                                   |         |            |    |    |        | 51     | 6       |
| 2009  | Azjatycka Formuła Renault Challenge      | March 3 Racing (1-4) Top Speed Racing Team (5-12) | 14      | 6          | 4  | 7  | 13     | 293    | 1       |
| 2009  | Pacyficzna Formuła BMW                   | Asia Racing Team                                  | 1       | 0          | 0  | 0  | 0      | 0      | NS†     |
| 2010  | ATS Formel 3 Cup                         | Performance Racing                                | 18      | 0          | 0  | 0  | 0      | 26     | 9       |
| 2011  | ATS Formel 3 Cup                         | HS Technik Motorsport                             | 18      | 0          | 1  | 2  | 2      | 62     | 4       |
| 2011  | Formuła 3 Euroseries                     | HS Engineering                                    | 6       | 0          | 0  | 0  | 0      | 0      | NS†     |
| 2011  | Austriacka Formuła 3                     | Team HS-Engineering                               | 2       | 2          | 0  | 0  | 2      | 40     | 8       |
| 2012  | Firestone Indy Lights                    | Belardi Auto Racing                               | 6       | 0          | 0  | 0  | 0      | 147    | 12      |
| 2012  | ATS Formel 3 Cup                         | ADM Motorsport                                    | 15      | 0          | 0  | 0  | 2      | 48     | 11      |
| 2013  | FIA GT Series - Pro                      | HTP Gravity Charouz                               | 12      | 1          | 0  | 0  | 4      | 80     | 5       |
| 2013  | Blancpain Endurance Series - GT3 Pro Cup | HTP Motorsport                                    | 1       | 0          | 0  | 0  | 0      | 10     | 25      |
| 2013  | French GT Championship                   | HTP Motorsport                                    | 2       | 0          | 1  | 1  | 2      | 0      | NS†     |

† – Day nie był zaliczany do klasyfikacji generalnej.